# اوک گروو (مینه‌سوتا)
اوک گروو (به انگلیسی: Oak Grove) شهری در شهرستان آنوکا ایالت مینه‌سوتا در کشور ایالات متحده آمریکا است که جمعیت آن در سرشماری سال ۲۰۱۰ میلادی، ۸۰۳۱ نفر بوده‌است.